# Cuina fantasma
Una cuina fantasma (també conegut com un restaurant de comandes, cuina virtual, cuina a l'ombra, cuina comissària o dark kitchen) és un servei professional de preparació d'aliments i cuina establert per a la preparació de l'entrega de només menjars. Tanmateix, una cuina fantasma es diferencia d'un restaurant virtual en el fet que una cuina fantasma no és necessàriament una marca de restaurant en si mateixa i pot contenir espai per a la cuina i instal·lacions per a més d'una marca de restaurant.

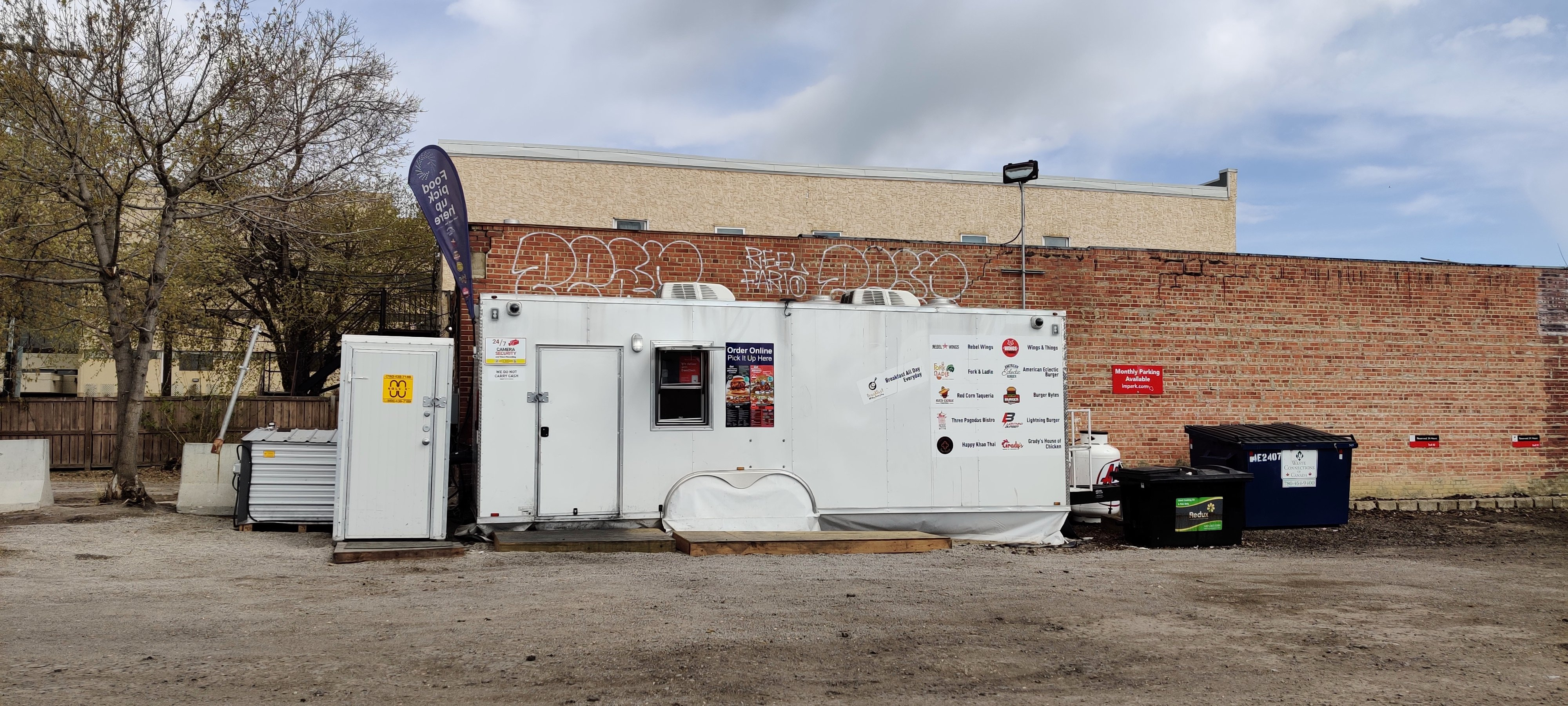
Cuina fantasma enmig d'un descampat.

Una cuina fantasma conté l'equipament de cuina i les instal·lacions necessàries per a la preparació dels àpats del restaurant, però no disposa de zona de menjador per als clients a peu. Les cuines fantasma, han sorgit com a model de negoci com a resposta al ràpid creixement de la demanda dels consumidors pel menjar per a emportar, i als menors costos derivats de l'ús d'instal·lacions de cuina situades fora de llocs urbans de gran renda i trànsit. L'ús d'una cuina fantasma permet als restaurants establerts amb servei de menjador ampliar les seves operacions de lliurament sense afegir estrès a la cuina existent, allibera l'aparcament dels vehicles de repartiment i els permet entrar a barris nous a un cost inferior.
Un individu pot configurar una cuina fantasma per iniciar la seva pròpia marca, que s'identifica amb el seu propi restaurant en línia. Es pot optar per posar en marxa una cuina fantasma perquè els costos d'establiment són més baixos i el temps trigat en obrir el negoci és més curt que per a una cuina que també serveix un restaurant a domicili. I pot trigar tan sols 3 o 4 setmanes, depenent del país i de la legislació local.
A causa dels diners que s'estalvien, ja que no han de tenir menjador ni contractar personal de cambra, les cuines fantasma tenen una despesa general significativament inferior (fins i tot tenint en compte les despeses d'explotació d'un servei de lliurament o les tarifes cobrades per empreses de lliurament de tercers com Grubhub i Caviar) i, per tant, majors marges de benefici.
Sense una sala de menjador, personal de servei, ni utillatge, les empreses també poden provar noves marques i cuines amb menys esforç i despeses.
A Barcelona hi ha diverses cuines fantasmes, i empreses com Cook Lane estan en procés de construir diverses macrocuines fantasmes a la ciutat.